# Sergio Amaury Ponce
Sergio Amaury Ponce Villegas (13 de agosto de 1981) é um futebolista profissional mexicano que atua como meia.

## Carreira
Sergio Amaury Ponce representou a Seleção Mexicana de Futebol nas Olimpíadas de 2004.